# Pneumida
Pneumida is een kevergeslacht uit de familie van de boktorren (Cerambycidae). De wetenschappelijke naam van het geslacht werd voor het eerst geldig gepubliceerd in 1864 door Thomson.

## Soorten
Pneumida omvat de volgende soorten:
- Pneumida argentella Holzschuh, 1995
- Pneumida argenteofasciata Thomson, 1864
- Pneumida sagittifera Holzschuh, 2010